# 84928 Oliversacks
84928 Oliversacks è un asteroide della fascia principale. Scoperto nel 2003, presenta un'orbita caratterizzata da un semiasse maggiore pari a 2,9297875 UA e da un'eccentricità di 0,0327990, inclinata di 1,08345° rispetto all'eclittica.